# Lenawee County
Lenawee County är ett administrativt område i delstaten Michigan, USA. År 2010 hade countyt 99 892 invånare. Den administrativa huvudorten (county seat) är Adrian. 

## Geografi
Enligt United States Census Bureau har countyt en total area på 1 971 km². 1 942 km² av den arean är land och 28 km² är vatten.

### Angränsande countyn
- Washtenaw County - nordost
- Jackson County - nordväst
- Monroe County - öst
- Hillsdale County - väst
- Lucas County, Ohio - sydost
- Fulton County, Ohio - sydväst

### Orter

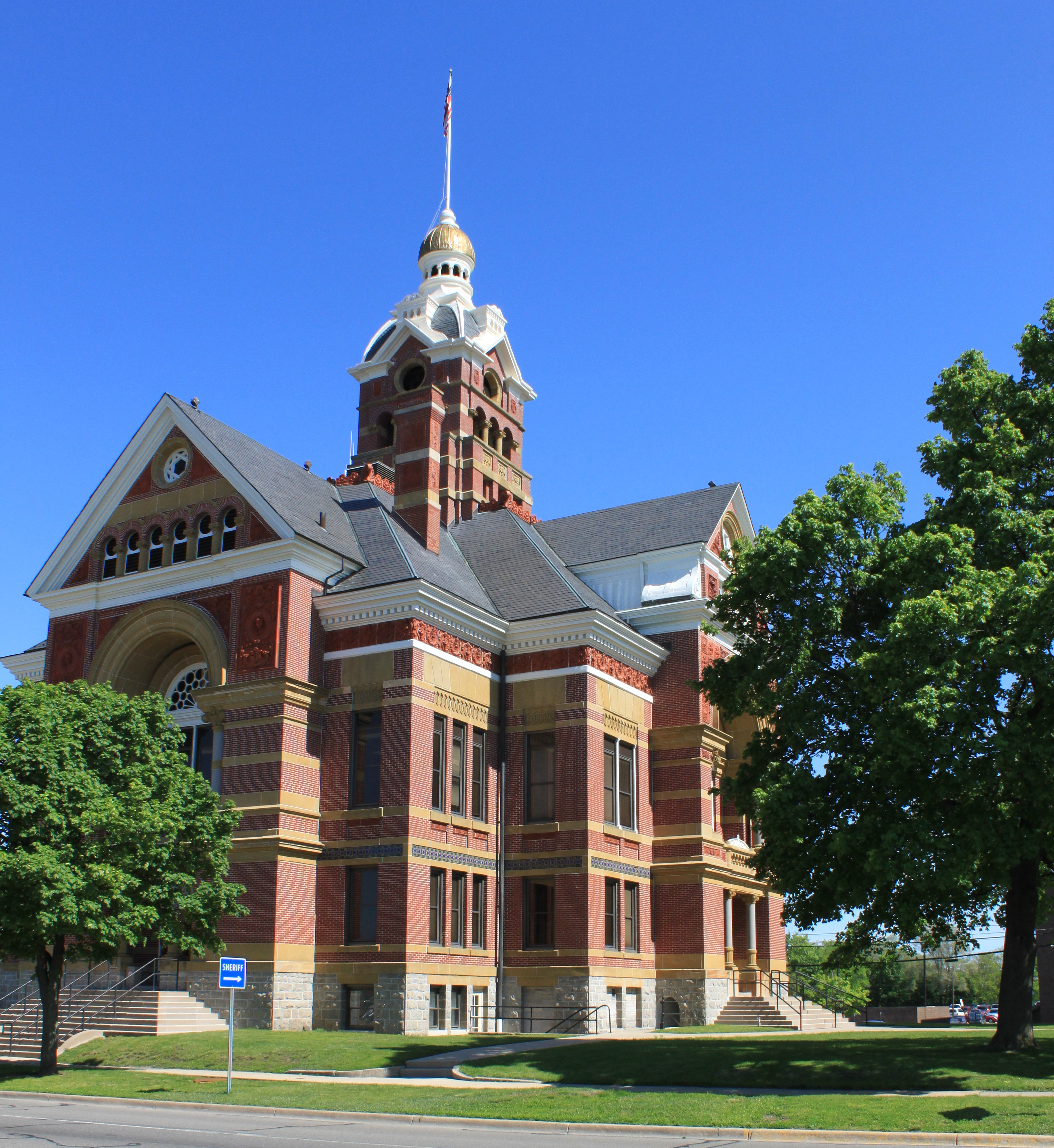
Lenawee County Courthouse i Adrian

- Adrian (huvudort)
- Hudson
- Morenci
- Tecumseh